# 马修·米尔斯
馬菲·克勞德·"馬特"·米斯（英語：Matthew Claude "Matt" Mills，1986年7月14日—）出生於英格蘭東米德蘭茲萊斯特郡的城市、單一管理區莱斯特，是一名職業足球員，司職中堅，現時效力英格蘭足球乙級聯賽球會格林森林流浪。

## 球員生涯

### 球會
唐卡士打
2008年7月30日，英超曼城宣佈以30萬英鎊轉會費讓早一個球季以借將身份協助唐卡士打升上英冠的米斯正式加盟，米斯與唐卡士打簽約三年。
雷丁
2009年8月5日，英冠球會雷丁據報以200萬英鎊轉會費從同是英冠的唐卡士打購入米斯，合約為期三年。
李斯特城
2011年7月8日，英冠球會李斯特城從同是英冠的雷丁購入米斯，轉會費金額沒有正式公佈，據消息透露金額為450萬英鎊另有附加條件，最終有機會超過500萬英鎊，如果確實的話將會打破李斯特城球會紀錄，合約為期四年。之從更任命為李斯特城隊長。
2012年3月2日, 於季中擔任李斯特城領隊的證實英冠里茲聯對米斯有興趣，另報章披露米斯曾與領隊爭吵，其於球會位置受到影響。
博尔顿
2012年7月4日，剛降落英冠的博尔顿簽入李斯特城25歲中堅米斯，轉會費金額沒有透露，合約為期三年。

## 外部連結
- 足球数据库：馬菲·米斯的球员统计数据
- 李斯特城官網簡歷
- 雷丁官網簡歷
- 轉會至保頓官網新聞